# 狭叶爵床
狭叶爵床（学名：Rostellularia procumbens var. linearifolia）为爵床科爵床属下的一个变种。

## 扩展阅读
- 維基物種上的相關：狭叶爵床